# Discografia di Mina
La discografia di Mina comprende 72 album in studio, tre album dal vivo, 40 raccolte, 17 EP, 5 colonne sonore, 6 album video e 145 singoli.
Fino al 1984, con l'album Catene, i dischi sono stati pubblicati su vinile, mentre dal 1985, con Finalmente ho conosciuto il conte Dracula... sono usciti contemporaneamente su CD e LP fino a Olio del 1999. Della produzione dal 2000 in poi ad essere stampati su vinile, in tiratura limitata, sono stati solo, Dalla terra, Veleno, Sulla tua bocca lo dirò, Christmas Song Book, Selfie, Maeba e Minafossati. Nel 2009, sono stati pubblicati su picture disc Canarino mannaro, Mina Nº 0 e Bula Bula.
Mina nella sua lunga carriera, che ha raggiunto nel 2018 i sessant'anni di attività, ha venduto oltre 150 milioni di dischi, tra album e singoli, ed è l'artista, ad oggi, più presente nelle classifiche italiane, con un totale, tra album e singoli, di 24 numero uno, 61 top-3, 86 top-5, 114 top-10 e 130 top-20, per un totale di 79 album e 62 singoli entrati in classifica.

## Album in studio

Copertina dell'album Mina Celentano (1998)

| Anno | Titolo                                                | Classifiche | Classifiche | Vendite e certificazioni                                 |
| Anno | Titolo                                                | ITA         | SVI         | Vendite e certificazioni                                 |
| ---- | ----------------------------------------------------- | ----------- | ----------- | -------------------------------------------------------- |
| 1960 | Tintarella di luna                                    | 1           | –           |                                                          |
| 1960 | Il cielo in una stanza                                | 1           | –           |                                                          |
| 1961 | Due note                                              | 4           | –           |                                                          |
| 1962 | Moliendo café                                         | 6           | –           |                                                          |
| 1962 | Renato                                                | 9           | –           |                                                          |
| 1963 | Stessa spiaggia, stesso mare                          | 5           | –           |                                                          |
| 1964 | Mina                                                  | 3           | –           | Vendite totali: 300.000 ~ 400.000                        |
| 1965 | Studio Uno                                            | 1           | –           | Vendite totali: 700.000 ~ 800.000                        |
| 1966 | Studio Uno 66                                         | 1           | –           | Vendite totali: 500.000 ~ 600.000                        |
| 1966 | Mina 2                                                | 2           | –           | Vendite totali: 100.000 ~ 150.000                        |
| 1967 | Sabato sera - Studio Uno '67                          | 1           | –           | Vendite totali: 600.000 ~ 650.000                        |
| 1967 | Dedicato a mio padre                                  | 5           | –           | Vendite totali: 100.000 ~ 150.000                        |
| 1968 | Le più belle canzoni italiane interpretate da Mina    | -           | –           |                                                          |
| 1968 | Canzonissima '68                                      | 2           | –           | Vendite totali: 300.000 ~ 400.000                        |
| 1969 | I discorsi                                            | 1           | –           | Vendite totali: 500.000 ~ 550.000                        |
| 1969 | Mina for You                                          | 4           | –           | Vendite totali: 100.000 ~ 150.000                        |
| 1969 | ...bugiardo più che mai... più incosciente che mai... | 1           | –           | Vendite totali: 800.000 ~ 900.000                        |
| 1970 | Mina canta o Brasil                                   | 26          | –           |                                                          |
| 1970 | ...quando tu mi spiavi in cima a un batticuore...     | 1           | –           | Vendite totali: 600.000 ~ 650.000                        |
| 1971 | Mina                                                  | 1           | –           | Vendite totali: 900.000 ~ 950.000                        |
| 1972 | Cinquemilaquarantatre                                 | 1           | –           | Vendite totali: 600.000 ~ 700.000                        |
| 1972 | Dalla Bussola - Altro                                 | 2           | –           | Vendite totali: 450.000 ~ 500.000                        |
| 1973 | Frutta e verdura - Amanti di valore                   | 1           | –           | Vendite totali: 850.000 ~ 950.000                        |
| 1974 | Mina - Baby Gate                                      | 1           | –           | Vendite totali: 500.000 ~ 600.000                        |
| 1975 | Minacantalucio - La Mina                              | 2           | –           | Vendite totali: 750.000 ~ 800.000                        |
| 1976 | Singolare - Plurale                                   | 1           | –           | Vendite totali: 500.000 ~ 600.000                        |
| 1977 | Mina con bignè - Mina quasi Jannacci                  | 4           | –           | Vendite totali: 450.000+                                 |
| 1978 | Mina Live '78                                         | 4           | –           | Vendite totali: 500.000+                                 |
| 1979 | Attila                                                | 2           | –           | Vendite totali: 900.000 ~ 950.000                        |
| 1980 | Kyrie                                                 | 9           | –           | Vendite totali: 350.000+                                 |
| 1981 | Salomè                                                | 2           | –           | Vendite totali: 350.000+                                 |
| 1982 | Italiana                                              | 6           | –           | Vendite totali: 300.000+                                 |
| 1983 | Mina 25                                               | 8           | –           | Vendite totali: 250.000 ~ 280.000                        |
| 1984 | Catene                                                | 2           | –           | Vendite totali: 400.000 ~ 450.000                        |
| 1985 | Finalmente ho conosciuto il conte Dracula...          | 2           | –           | Vendite totali: 450.000+                                 |
| 1986 | Sì, buana                                             | 1           | –           | Vendite totali: 550.000+                                 |
| 1987 | Rane supreme                                          | 5           | –           | Vendite totali: 450.000+                                 |
| 1988 | Ridi pagliaccio                                       | 2           | –           | Vendite totali: 400.000 ~ 450.000                        |
| 1989 | Uiallalla                                             | 4           | –           | Vendite totali: 450.000+                                 |
| 1990 | Ti conosco mascherina                                 | 3           | –           | Vendite totali: 300.000+                                 |
| 1991 | Caterpillar                                           | 4           | –           | Vendite totali: 250.000 ~ 300.000                        |
| 1992 | Sorelle Lumière                                       | 4           | –           | Vendite totali: 250.000 ~ 300.000                        |
| 1993 | Mina canta i Beatles                                  | 3           | –           | Vendite totali: 350.000+                                 |
| 1993 | Lochness                                              | 1           | –           | Vendite totali: 270.000+                                 |
| 1994 | Canarino mannaro                                      | 1           | –           | Vendite totali: 600.000+                                 |
| 1995 | Pappa di latte                                        | 4 (46)      | –           | Vendite totali: 200.000+                                 |
| 1996 | Cremona                                               | 2 (12)      | –           | Vendite totali: 650.000 ~ 700.000                        |
| 1996 | Napoli                                                | 4 (40)      | –           | Vendite totali: 220.000+                                 |
| 1997 | Leggera                                               | 2 (36)      | –           | Vendite totali: 250.000+                                 |
| 1998 | Mina Celentano (con Adriano Celentano)                | 1 (1)       | 39          | Vendite totali: 1.600.000+                               |
| 1999 | Olio                                                  | 1 (35)      | –           | Certificazione FIMI: 2x Platino Vendite totali: 200.000+ |
| 1999 | Mina Nº 0                                             | 3 (37)      | –           | Vendite totali: 200.000+                                 |
| 2000 | Dalla terra                                           | 3 (42)      | –           | Certificazione FIMI: Platino Vendite totali: 150.000+    |
| 2001 | Sconcerto                                             | 2 (77)      | –           | Vendite totali: 20.000+                                  |
| 2002 | Veleno                                                | 2 (49)      | –           | Vendite totali: 150.000+                                 |
| 2003 | Napoli secondo estratto                               | 8 (78)      | –           | Vendite totali: 20.000 ~ 30.000                          |
| 2005 | Bula Bula                                             | 1 (22)      | 95          | Vendite totali: 300.000+                                 |
| 2005 | L'allieva                                             | 4 (43)      | –           | Vendite totali: 150.000 ~ 200.000                        |
| 2006 | Bau                                                   | 5           | –           | Certificazione FIMI: 2x Platino Vendite totali: 160.000+ |
| 2007 | Todavía                                               | 1 (44)      | –           | Certificazione FIMI: Platino Vendite totali: 80.000+     |
| 2009 | Sulla tua bocca lo dirò                               | 2           | –           | Certificazione FIMI: Oro Vendite totali: 30.000 ~ 40.000 |
| 2009 | Facile                                                | 5           | –           | Certificazione FIMI: Oro Vendite totali: 30.000+         |
| 2010 | Caramella                                             | 3           | –           | Certificazione FIMI: Oro Vendite totali: 40.000 ~ 50.000 |
| 2011 | Piccolino                                             | 6 (49)      | –           | Certificazione FIMI: Oro Vendite totali: 40.000 ~ 50.000 |
| 2012 | 12 (American Song Book)                               | 6 (48)      | –           | Certificazione FIMI: Oro Vendite totali: 40.000 ~ 50.000 |
| 2013 | Christmas Song Book                                   | 6 (32)      | –           | Certificazione FIMI: Platino Vendite totali: 50.000+     |
| 2014 | Selfie                                                | 5           | –           | Certificazione FIMI: - Vendite totali: 12.000+           |
| 2016 | Le migliori                                           | 1           | 29          | Certificazione FIMI: 7x Platino Vendite totali: 350.000+ |
| 2018 | Maeba                                                 | 1           | 35          | Certificazione FIMI: Oro Vendite totali: 25.000+         |
| 2018 | Paradiso (Lucio Battisti Songbook)                    | 2           | –           | Certificazione FIMI: Platino Vendite totali: 50.000+     |
| 2019 | Mina Fossati                                          | 2           | 26          | Certificazione FIMI: Platino Vendite totali: 50.000+     |
| 2022 | Mina in studio (2001-2021)                            |             |             | Certificazione FIMI: Vendite totali:                     |
| 2023 | Ti amo come un pazzo                                  | 4           |             | Certificazione FIMI: Vendite totali:                     |
| 2024 | Gassa d'amante                                        | 3           |             | Certificazione FIMI: Vendite totali:                     |

## Album dal vivo
| Anno | Titolo                     | Classifiche |
| Anno | Titolo                     | ITA         |
| ---- | -------------------------- | ----------- |
| 1968 | Mina alla Bussola dal vivo | – (3)       |
| 1972 | Dalla Bussola              | 2           |
| 1978 | Mina Live '78              | 4           |

## Raccolte

Copertina della raccolta Del mio meglio (1971)

Pubblicato dall'etichetta Italdisc, dopo che Mina era già passata alla Ri-Fi.
     Pubblicato dall'etichetta Ri-Fi, dopo che Mina era già passata alla PDU.
| Anno | Titolo                                    | Classifiche | Vendite e certificazioni                              |
| Anno | Titolo                                    | ITA         | Vendite e certificazioni                              |
| ---- | ----------------------------------------- | ----------- | ----------------------------------------------------- |
| 1964 | 20 successi di Mina                       | –           |                                                       |
| 1964 | Mina Nº 7                                 | –           |                                                       |
| 1965 | Mina interpretata da Mina                 | –           |                                                       |
| 1965 | Mina & Gaber: un'ora con loro             | – (32)      | Vendite totali: 70.000 ~ 100.000                      |
| 1966 | Mina canta Napoli                         | –           |                                                       |
| 1967 | 4 anni di successi                        | – (9)       | Vendite totali: 200.000 ~ 300.000                     |
| 1968 | Appuntamento con Mina                     | –           | –                                                     |
| 1969 | Stasera...Mina                            | –           | –                                                     |
| 1969 | Mina d'estate                             | –           | –                                                     |
| 1969 | Incontro con Mina                         | –           | –                                                     |
| 1969 | Mina con voi                              | –           | –                                                     |
| 1970 | Mina per voi                              | –           | –                                                     |
| 1971 | Del mio meglio n. 1                       | 1 (2)       | Vendite: oltre 1.000.000                              |
| 1973 | Del mio meglio n. 2                       | 4 (20)      | Vendite totali: 200.000 ~ 250.000                     |
| 1974 | Evergreens                                | –           |                                                       |
| 1975 | Del mio meglio n. 3                       | 4 (12)      | Vendite totali: 600.000+                              |
| 1977 | Del mio meglio n. 4                       | –           |                                                       |
| 1978 | Di tanto in tanto                         | –           |                                                       |
| 1979 | Del mio meglio n. 5                       | –           |                                                       |
| 1981 | Del mio meglio n. 6 - Live                | –           |                                                       |
| 1983 | Del mio meglio n. 7                       | –           | Vendite totali: 300.000+                              |
| 1985 | Del mio meglio n. 8                       | –           |                                                       |
| 1985 | Mina...del mio meglio                     | –           |                                                       |
| 1987 | Del mio meglio n. 9                       | –           |                                                       |
| 1988 | Oggi ti amo di più                        | 1 (21)      | Vendite totali: 400.000+                              |
| 1994 | Mazzini canta Battisti                    | 5 (33)      | Vendite totali: 250.000 ~ 300.000                     |
| 1996 | Canzoni d'autore                          | 5 (38)      | Vendite totali: 250.000+                              |
| 1997 | Minantologia                              | 13 (70)     | Vendite totali: 50.000 ~ 70.000                       |
| 1998 | Mina Gold                                 | –           |                                                       |
| 1998 | Mina Sanremo                              | 24 (155)    | Vendite totali: 10.000+                               |
| 1998 | Mina Studio Collection                    | 10 (74)     | Vendite totali: 20.000+                               |
| 2000 | Love Collection                           | –           |                                                       |
| 2000 | Le canzoni d'amore                        | –           |                                                       |
| 2001 | Colección latina                          | 26 (182)    | Vendite totali: 5.000+                                |
| 2003 | In duo                                    | 6 (119)     | Vendite totali: 15.000+                               |
| 2003 | Napoli primo, secondo e terzo estratto    | –           |                                                       |
| 2004 | The Platinum Collection                   | 1 (7)       | Certificazione FIMI: Platino Vendite totali: 650.000+ |
| 2004 | Una Mina d'amore                          | –           |                                                       |
| 2006 | The Platinum Collection 2                 | 8 (105)     | Vendite totali: 30.000+                               |
| 2006 | Ti amo...                                 | 21 (178)    | Vendite totali: 5.000+                                |
| 2009 | Riassunti d'amore - Mina straniera        | –           |                                                       |
| 2009 | Riassunti d'amore - Mina con archi        | –           |                                                       |
| 2009 | Riassunti d'amore - La calma              | –           |                                                       |
| 2009 | Riassunti d'amore - Per quando ti amo     | –           |                                                       |
| 2009 | Riassunti d'amore - Mina Cover            | –           |                                                       |
| 2014 | I miei preferiti. Gli anni Rai (DVD + CD) | 17          |                                                       |
| 2014 | Gli originali                             | –           |                                                       |
| 2015 | The Collection 3.0                        | 18          | Certificazione FIMI: Oro                              |
| 2017 | Tutte le migliori                         | 3           |                                                       |
| 2018 | Paradiso (Lucio Battisti Songbook)        | 2           | Certificazione FIMI: Platino                          |
| 2020 | Italian Songbook: Cassiopea               | 3           |                                                       |
| 2020 | Italian Songbook: Orione                  | 4           |                                                       |
| 2021 | MinaCelentano - The Complete Recordings   | 10          |                                                       |
| 2022 | Encadenados                               |             |                                                       |
| 2022 | Dilettevoli eccedenze                     |             |                                                       |
| 2022 | The Beatles Songbook                      |             |                                                       |
| 2023 | Dilettevoli eccedenze 2                   |             |                                                       |

## EP
Si segnala il cofanetto non ufficiale:
- 1993 - Mina: Extended Play (10 CD) (Raro!Records BMG 74321-17766-2)

Edizione limitata fuori catalogo dei primi 10 EP ufficiali (1959-1961) masterizzati su CD, con riproduzioni delle copertine originali.
| Anno | Titolo                                                                               | Classifiche | Classifiche | Vendite e certificazioni                  |
| Anno | Titolo                                                                               | ITA         | CH          | Vendite e certificazioni                  |
| ---- | ------------------------------------------------------------------------------------ | ----------- | ----------- | ----------------------------------------- |
| 1959 | Tua/Nessuno/Io sono il vento                                                         | –           | –           | –                                         |
| 1959 | Splish Splash/Venus/The Diary/Be bop a lula                                          | –           | –           | –                                         |
| 1959 | Buon dì/Piangere un po'/Tintarella di luna/La verità                                 | –           | –           | –                                         |
| 1960 | È vero/Perdoniamoci/Non sei felice/Invoco te                                         | –           | –           | –                                         |
| 1960 | Folle banderuola/La luna e il cow boy Un piccolo raggio di luna/Vorrei sapere perché | –           | –           | –                                         |
| 1960 | Coriandoli/Pesci rossi/Briciole di baci/Serafino campanaro                           | –           | –           | –                                         |
| 1960 | Una zebra a pois/Tutto/Sentimentale/Coriandoli                                       | –           | –           | –                                         |
| 1960 | 'Na sera 'e maggio/Celeste/'O ffuoco/Nuie                                            | –           | –           | –                                         |
| 1960 | Il cielo in una stanza/Confidenziale Piano/Non voglio cioccolata                     | –           | –           | –                                         |
| 1961 | 11º Festival di San Remo 1961                                                        | –           | –           | –                                         |
| 1964 | Cappuccetto rosso/Cenerentola                                                        | –           | –           | –                                         |
| 1968 | Mina                                                                                 | –           | –           | PDU 34604CXE Ufficialmente fuori catalogo |
| 2000 | Mina per Wind                                                                        | –           | –           | –                                         |
| 2002 | Mina per Wind vol. 2                                                                 | –           | –           | –                                         |
| 2010 | Piccola strenna                                                                      | –           | –           | –                                         |
| 2012 | Rattarira - EP Special Edition                                                       | –           | –           | –                                         |
| 2024 | Povero amore / Buttare l'amore                                                       |             |             |                                           |

## Primati degli album in Italia
Nella tabella sono riportati il numero di album che hanno ottenuto il primo posto, o le prime tre, cinque, dieci, venti, trenta e cento posizioni nella classifiche settimanale, annuale e generale italiana. Nessun altro artista italiano, ad oggi, ha ottenuto questi risultati.
| Classifica settimanale | Classifica settimanale | Classifica settimanale | Classifica settimanale | Classifica settimanale | Classifica settimanale | Classifica annuale | Classifica annuale | Classifica annuale | Classifica annuale | Classifica annuale | Classifica annuale | Classifica generale | Classifica generale | Classifica generale | Classifica generale | Classifica generale | Classifica generale |
| Nº 1                   | Top 3                  | Top 5                  | Top 10                 | Top 20                 | Top 30                 | Nº 1               | Top 3              | Top 5              | Top 10             | Top 20             | Top 100            | Nº 1                | Top 3               | Top 5               | Top 10              | Top 20              | Top 100             |
| ---------------------- | ---------------------- | ---------------------- | ---------------------- | ---------------------- | ---------------------- | ------------------ | ------------------ | ------------------ | ------------------ | ------------------ | ------------------ | ------------------- | ------------------- | ------------------- | ------------------- | ------------------- | ------------------- |
| 15                     | 34                     | 52                     | 62                     | 64                     | 67                     | 4                  | 7                  | 10                 | 20                 | 36                 | 72                 | 16                  | 37                  | 56                  | 70                  | 74                  | 79                  |

## Singoli
Si segnalano le due raccolte non ufficiali: 
- 2010 - Ritratto: I singoli Vol. 1 (3 CD) (Carosello Records 8034125840403)
- 2010 - Ritratto: I singoli Vol. 2 (3 CD) (Carosello Records 8034125840410)

che contengono tutti i singoli ufficiali originali, pubblicati dal 1958 al 1965, in ordine rigorosamente cronologico e di lato A/B, rimasterizzati in modo digitale.

Copertina del singolo Grande, grande, grande (1972)

     Pubblicato dall'etichetta Italdisc, dopo che Mina era già passata alla Ri-Fi o alla PDU.
     Pubblicato dall'etichetta Ri-Fi, dopo che Mina era già passata alla PDU.
| Anno | Titolo                                                       | Classifiche | Classifiche | Vendite e certificazioni                                                     |
| Anno | Titolo                                                       | ITA         | CH          | Vendite e certificazioni                                                     |
| ---- | ------------------------------------------------------------ | ----------- | ----------- | ---------------------------------------------------------------------------- |
| 1958 | Malatia/Non partir                                           | –           | –           | –                                                                            |
| 1958 | When/Be bop a lula                                           | –           | –           | –                                                                            |
| 1959 | La febbre dell'hula hoop/Ho scritto col fuoco                | –           | –           | –                                                                            |
| 1959 | Proteggimi/L'ultima preghiera                                | –           | –           | –                                                                            |
| 1959 | My True Love/Passion Flower                                  | –           | –           | –                                                                            |
| 1959 | Tua/Nessuno                                                  | –           | –           | –                                                                            |
| 1959 | Io sono il vento/Tu senza di me                              | –           | –           | –                                                                            |
| 1959 | Amorevole/La verità                                          | –           | –           | –                                                                            |
| 1959 | The Diary/Julia                                              | –           | –           | –                                                                            |
| 1959 | Oui oui oui/Buon dì                                          | –           | –           | –                                                                            |
| 1959 | Dance Darling Dance/Venus                                    | –           | –           | –                                                                            |
| 1959 | Splish Splash/Give Me a Boy                                  | –           | –           | –                                                                            |
| 1959 | T'ho vista piangere/Piangere un po'                          | –           | –           | –                                                                            |
| 1959 | Tintarella di luna/Mai                                       | 1 (13)      | –           | –                                                                            |
| 1959 | Te vulevo scurdà/Lassame                                     | –           | –           | –                                                                            |
| 1959 | Johnny Kiss/Aiutatemi                                        | –           | –           | –                                                                            |
| 1959 | Whisky/La luna e il cow boy                                  | –           | –           | –                                                                            |
| 1959 | Vorrei sapere perché/My Crazy Baby                           | –           | –           | –                                                                            |
| 1959 | Folle banderuola/Un disco e tu                               | 22 (78)     | –           | –                                                                            |
| 1960 | È vero/Perdoniamoci                                          | 4 (41)      | –           | –                                                                            |
| 1960 | Non sei felice/Invoco te                                     | –           | –           | –                                                                            |
| 1960 | Pesci rossi/Un piccolo raggio di luna                        | –           | –           | –                                                                            |
| 1960 | Tessi tessi/Coriandoli                                       | –           | –           | –                                                                            |
| 1960 | Briciole di baci/No non ha fine                              | 18 (88)     | –           | –                                                                            |
| 1960 | Serafino campanaro/Making Love                               | –           | –           | –                                                                            |
| 1960 | Una zebra a pois/Mi vuoi lasciar                             | 18 (74)     | –           | –                                                                            |
| 1960 | Il cielo in una stanza/La notte                              | 1 (1)       | –           | –                                                                            |
| 1960 | La nonna Magdalena/Gloria                                    | –           | –           | –                                                                            |
| 1960 | Tutto/Sentimentale                                           | –           | –           | –                                                                            |
| 1960 | Piano/Ho paura                                               | –           | –           | –                                                                            |
| 1960 | Confidenziale/S'è fatto tardi                                | –           | –           | –                                                                            |
| 1960 | 'Na sera 'e maggio/Celeste                                   | –           | –           | –                                                                            |
| 1960 | Due note/Uno spicchio di luna                                | 3 (28)      | –           | –                                                                            |
| 1960 | 'O ffuoco/Nuie                                               | –           | –           | –                                                                            |
| 1960 | Due note/Non voglio cioccolata                               | –           | –           | –                                                                            |
| 1961 | Io amo tu ami/Come sinfonia                                  | –           | –           | –                                                                            |
| 1961 | Le mille bolle blu/Che freddo                                | 5 (64)      | –           | –                                                                            |
| 1961 | La fine del mondo/Bum ahi (che colpo di luna)                | –           | –           | –                                                                            |
| 1961 | Prendi una matita/Soltanto ieri                              | –           | –           | –                                                                            |
| 1961 | Sciummo/Tu sei mio                                           | –           | –           | –                                                                            |
| 1961 | Cubetti di ghiaccio/Anata to watashi (Tu ed io)              | –           | –           | –                                                                            |
| 1961 | Moliendo café/Chi sarà                                       | 1 (11)      | –           | –                                                                            |
| 1961 | Sabato notte/Quando c'incontriamo                            | –           | –           | –                                                                            |
| 1961 | Summertime/Tu sei mio                                        | –           | –           | –                                                                            |
| 1961 | Giochi d'ombre/Un tale                                       | –           | –           | –                                                                            |
| 1962 | Champagne Twist/Il palloncino                                | –           | –           | –                                                                            |
| 1962 | Le tue mani/Il tempo                                         | –           | –           | –                                                                            |
| 1962 | Renato/Eclisse twist                                         | 4 (12)      | –           | –                                                                            |
| 1962 | Chihuahua/Vola vola da me                                    | 12 (25)     | –           | –                                                                            |
| 1962 | Improvvisamente/Il soldato Giò                               | –           | –           | –                                                                            |
| 1962 | Stringimi forte i polsi/Da chi                               | –           | –           | –                                                                            |
| 1962 | Il disco rotto/Si lo so                                      | –           | –           | –                                                                            |
| 1963 | Just Let Me Cry/Pretend That I'm Her                         | –           | –           | –                                                                            |
| 1963 | Qué no, qué no!/Dindi                                        | –           | –           | –                                                                            |
| 1963 | Stessa spiaggia, stesso mare/Ollallà, Gigì                   | 4 (32)      | –           | –                                                                            |
| 1963 | La ragazza dell'ombrellone accanto/Mi guardano               | –           | –           | –                                                                            |
| 1963 | Vulcano/Stranger Boy                                         | –           | –           | –                                                                            |
| 1963 | Città vuota/È inutile/Valentino vale                         | –           | –           | –                                                                            |
| 1964 | A volte/Non piangerò                                         | –           | –           | –                                                                            |
| 1964 | È l'uomo per me/So che non è così                            | 1 (7)       | –           | –                                                                            |
| 1964 | Città vuota/È inutile                                        | 3 (9)       | –           | –                                                                            |
| 1964 | Un buco nella sabbia/Se mi compri un gelato                  | 10 (57)     | –           | –                                                                            |
| 1964 | Rapsodie (Rhapsodie)/Amore di tabacco                        | –           | –           | –                                                                            |
| 1964 | Io sono quel che sono/Tu farai                               | 6 (30)      | –           | –                                                                            |
| 1964 | Un anno d'amore/E se domani                                  | 1 (4)       | –           | Disco d'oro                                                                  |
| 1965 | Se piangi, se ridi/Più di te                                 | –           | –           | –                                                                            |
| 1965 | Il cielo in una stanza/Stranger Boy                          | –           | –           | –                                                                            |
| 1965 | Young at Love/Slowly                                         | –           | –           | –                                                                            |
| 1965 | Soli/Un bacio è troppo poco                                  | 10 (46)     | –           | –                                                                            |
| 1965 | Un anno d'amore/Era vivere                                   | –           | –           | –                                                                            |
| 1965 | Brava/E se domani                                            | –           | –           | –                                                                            |
| 1965 | Brava/Più di te                                              | –           | –           | –                                                                            |
| 1965 | L'ultima occasione/E... (E adesso sono tua)                  | 16 (44)     | –           | –                                                                            |
| 1965 | Ora o mai più/Addio                                          | 3 (29)      | –           | –                                                                            |
| 1966 | Una casa in cima al mondo/Se tu non fossi qui                | 5 (49)      | –           | –                                                                            |
| 1966 | Se telefonando/No                                            | 14 (40)     | –           | –                                                                            |
| 1966 | Breve amore/Ta-ra-ta-ta                                      | 9 (48)      | –           | –                                                                            |
| 1966 | Sono come tu mi vuoi/Se non ci fossi tu                      | 3 (30)      | –           | –                                                                            |
| 1966 | Mi sei scoppiato dentro il cuore/Tu non credi più            | 17          | –           | –                                                                            |
| 1967 | L'immensità/Canta ragazzina                                  | 14          | –           | –                                                                            |
| 1967 | Conversazione/Sabati e domeniche                             | –           | –           | –                                                                            |
| 1967 | La banda/Se c'è una cosa che mi fa impazzire                 | 3 (15)      | –           | –                                                                            |
| 1967 | Tu non mi lascerai/Cartoline                                 | –           | –           | –                                                                            |
| 1967 | Trenodia/I discorsi                                          | –           | –           | –                                                                            |
| 1968 | La canzone di Marinella/I discorsi                           | –           | –           | –                                                                            |
| 1968 | Canzone per te/Che vale per me                               | –           | –           | –                                                                            |
| 1968 | Nel fondo del mio cuore/Se tornasse, caso mai                | –           | –           | –                                                                            |
| 1968 | Regolarmente/Fantasia                                        | 19 (96)     | –           | –                                                                            |
| 1968 | Allegria/Un colpo al cuore                                   | 13 (68)     | –           | –                                                                            |
| 1968 | Due note/Stringimi forte i polsi/Sabato notte                | –           | –           | –                                                                            |
| 1968 | Quand'ero piccola/Io innamorata                              | –           | –           | –                                                                            |
| 1968 | Vorrei che fosse amore/Caro                                  | 10 (51)     | –           | –                                                                            |
| 1968 | Né come né perché/Niente di niente                           | –           | –           | –                                                                            |
| 1968 | Zum zum zum/Sacumdì sacumdà                                  | 22          | –           | –                                                                            |
| 1968 | Lunedì 26 ottobre/Non illuderti                              | –           | –           | –                                                                            |
| 1969 | Nel fondo del mio cuore/Tu non credi più                     | –           | –           | Singolo promozionale venduto solo nella confezione "Disco strip" (STP 92001) |
| 1969 | Un'ora fa/Ma che freddo fa                                   | –           | –           | –                                                                            |
| 1969 | Non credere/Dai dai domani                                   | 3 (3)       | –           | –                                                                            |
| 1969 | Si/Moi je te regarde                                         | –           | –           | –                                                                            |
| 1969 | Il cielo in una stanza/Ma se ghe penso                       | –           | –           | –                                                                            |
| 1969 | Ne la crois pas/Le cœur en larmes                            | –           | –           | –                                                                            |
| 1969 | Uno/Lontanissimo                                             | –           | –           | Singolo promozionale venduto solo nella confezione "Disco strip" (STP 92002) |
| 1969 | Tu non mi lascerai/Quando vedrò                              | –           | –           | Singoli promozionali venduti solo nella confezione "Disco strip" (STP 92003) |
| 1969 | Ebb Tide/El reloj                                            | –           | –           | Singoli promozionali venduti solo nella confezione "Disco strip" (STP 92003) |
| 1969 | Un'ombra/I problemi del cuore                                | 9 (42)      | –           | –                                                                            |
| 1969 | Tu non credi più/Nel fondo del mio cuore                     | –           | –           | Singolo promozionale venduto solo nella confezione "Disco strip" (STP 92003) |
| 1970 | Bugiardo e incosciente/Una mezza dozzina di rose             | 9 (49)      | –           | –                                                                            |
| 1970 | Insieme/Viva lei                                             | 1 (2)       | –           | –                                                                            |
| 1970 | No Arms Can Ever Hold You/Non credere                        | –           | –           | –                                                                            |
| 1970 | Glaube ihr nicht/Dai dai domani                              | –           | –           | –                                                                            |
| 1970 | Un giorno come un altro/Il poeta                             | –           | –           | Formato "Mini 10" a 45 giri (PDU NA 130)                                     |
| 1970 | Non c'è che lui/La voce del silenzio                         | –           | –           | Formato "Mini 10" a 33 giri                                                  |
| 1970 | Ma se ghe penso/Munasterio 'e Santa Chiara                   | –           | –           | Formato "Mini 10" a 33 giri                                                  |
| 1970 | Io e te da soli/Credi                                        | 2 (17)      | –           | –                                                                            |
| 1971 | Una donna, una storia/Dominga                                | 9 (57)      | –           | –                                                                            |
| 1971 | Amor mio/Capirò (I'll Be Home)                               | 2 (3)       | –           | –                                                                            |
| 1971 | Uomo/La mente torna                                          | 4           | –           | –                                                                            |
| 1972 | Grande, grande, grande/Non ho parlato mai                    | 1 (1)       | –           | –                                                                            |
| 1972 | Parole parole/Adagio                                         | 1 (25)      |             | –                                                                            |
| 1972 | Eccomi/Domenica sera                                         | 5 (23)      | –           | –                                                                            |
| 1973 | Lamento d'amore/Rudy                                         | 6 (46)      | –           | –                                                                            |
| 1973 | E poi.../Non tornare più                                     | 1 (2)       | –           | –                                                                            |
| 1974 | Und dann.../Liebe am Sonntag                                 | –           | –           | –                                                                            |
| 1974 | Non gioco più/La scala buia                                  | 2 (22)      | –           | –                                                                            |
| 1974 | Et puis ça cert à quoi/Les oiseaux reviennent                | –           | –           | –                                                                            |
| 1975 | L'importante è finire/Quando mi svegliai                     | 2 (2)       | –           | –                                                                            |
| 1976 | Nuda/Colpa mia                                               | 6 (37)      | –           | –                                                                            |
| 1977 | Giorni/Ormai                                                 | 9 (44)      | –           | –                                                                            |
| 1978 | Città vuota (disco version)/Ancora ancora ancora             | 4 (41)      | –           | –                                                                            |
| 1978 | Città vuota/Un anno d'amore                                  | –           | –           | –                                                                            |
| 1979 | Anche un uomo/Se il mio canto sei tu                         | 9 (45)      | –           | –                                                                            |
| 1979 | Tiger Bay                                                    | –           | –           | Singolo promozionale non in vendita                                          |
| 1980 | Buonanotte buonanotte/Capisco                                | 9 (49)      | –           | –                                                                            |
| 1981 | Una canzone/Quando l'amore ti tocca                          | 21 (70)     | –           | –                                                                            |
| 1982 | Morirò per te/Oggi è nero                                    | 36 (93)     | –           | –                                                                            |
| 1982 | Mi piace tanto la gente/Sweet Transvestite                   | –           | –           | Singolo promozionale per jukebox (PDU PA JB 151), vendita vietata            |
| 1983 | Devi dirmi di sì/La controsamba                              | 8 (50)      | –           | –                                                                            |
| 1984 | Rose su rose/Ninna nanna                                     | 17          | –           | –                                                                            |
| 1984 | Comincia tu/La nave                                          | 35          | –           | –                                                                            |
| 1984 | Comincia tu/Brigitte Bardot                                  | –           | –           | Disco Mix (PDU PA MIX 156)                                                   |
| 1985 | Questione di feeling                                         | 2 (13)      | –           | –                                                                            |
| 1986 | Via di qua/Cosa manca                                        | 12 (50)     | –           | anche Disco Mix (PDU MIX 1153)                                               |
| 1987 | Ma chi è quello lì/Serpenti                                  | –           | –           | Singoli promozionali non in vendita                                          |
| 1987 | Serpenti                                                     | –           | –           | Singoli promozionali non in vendita                                          |
| 1988 | Lui, lui, lui                                                | –           | –           | Singoli promozionali non in vendita                                          |
| 1990 | Ma chi è, cosa fa? (Partido alto)/Caruso/In vista della sera | –           | –           | Singoli promozionali non in vendita                                          |
| 1991 | Legata ad uno scoglio/Il corvo                               | –           | –           | Singoli promozionali non in vendita                                          |
| 1992 | Neve                                                         | –           | –           | Singoli promozionali non in vendita                                          |
| 1992 | Anima nera/Come stai/Fuliggine                               | –           | –           | Singoli promozionali non in vendita                                          |
| 1993 | The Fool on the Hill/Let it Be                               | –           | –           | Singoli promozionali non in vendita                                          |
| 1993 | Om mani peme hum/Sì, l'amore...                              | –           | –           | Singoli promozionali non in vendita                                          |
| 1993 | Sì che non sei tu/Ti accompagnerò                            | –           | –           | Singoli promozionali non in vendita                                          |
| 1994 | Il leone e la gallina/Perché no                              | –           | –           | Singoli promozionali non in vendita                                          |
| 1994 | Rotola la vita                                               | –           | –           | Singoli promozionali non in vendita                                          |
| 1994 | Amore                                                        | –           | –           | Singoli promozionali non in vendita                                          |
| 1994 | Tornerai qui da me                                           | –           | –           | Singoli promozionali non in vendita                                          |
| 1994 | Non è niente                                                 | –           | –           | Singoli promozionali non in vendita                                          |
| 1995 | Non c'è più audio                                            | –           | –           | Singoli promozionali non in vendita                                          |
| 1995 | Naufragati                                                   | –           | –           | Singoli promozionali non in vendita                                          |
| 1995 | Metti uno zero                                               | –           | –           | Singoli promozionali non in vendita                                          |
| 1996 | Volami nel cuore                                             | –           | –           | Singoli promozionali non in vendita                                          |
| 1996 | Meglio così                                                  | –           | –           | Singoli promozionali non in vendita                                          |
| 1996 | Quanno chiove                                                | –           | –           | Singoli promozionali non in vendita                                          |
| 1997 | Johnny                                                       | –           | –           | Singoli promozionali non in vendita                                          |
| 1997 | Resta lì                                                     | –           | –           | Singoli promozionali non in vendita                                          |
| 1997 | Con te sarà diverso                                          | –           | –           | Singoli promozionali non in vendita                                          |
| 1997 | La canzone di Marinella                                      | –           | –           | Singoli promozionali non in vendita                                          |
| 1998 | Acqua e sale                                                 | –           | –           | Singoli promozionali non in vendita                                          |
| 1998 | Brivido felino                                               | –           | –           | Singoli promozionali non in vendita                                          |
| 1998 | Che t'aggia di'                                              | –           | –           | Singoli promozionali non in vendita                                          |
| 1998 | Specchi riflessi                                             | –           | –           | Singoli promozionali non in vendita                                          |
| 1998 | Sempre sempre sempre                                         | –           | –           | Singoli promozionali non in vendita                                          |
| 1999 | Grande amore                                                 | –           | –           | Singoli promozionali non in vendita                                          |
| 1999 | Io voglio solo te                                            | –           | –           | Singoli promozionali non in vendita                                          |
| 1999 | Stay With Me (Stay)                                          | –           | –           | Singoli promozionali non in vendita                                          |
| 1999 | Neri                                                         | –           | –           | Singoli promozionali non in vendita                                          |
| 2000 | Quanno nascette Ninno                                        | –           | –           | Singoli promozionali non in vendita                                          |
| 2001 | La lontananza (radio edit)/La lontananza (album version)     | –           | –           | Singoli promozionali non in vendita                                          |
| 2001 | Oggi sono io                                                 | –           | –           | Singoli promozionali non in vendita                                          |
| 2002 | Succhiando l'uva/I'll See You in My Dreams                   | 2 (41)      | –           | –                                                                            |
| 2002 | Certe cose si fanno/Oggi sono io                             | –           | –           | –                                                                            |
| 2002 | Ecco il domani                                               | –           | –           | Singolo promozionale non in vendita                                          |
| 2003 | Don't Call Me Baby (Can't Take My Eyes Off of You)           | 2 (41)      | –           | –                                                                            |
| 2003 | Cu 'e mmane                                                  | –           | –           | Singoli promozionali non in vendita                                          |
| 2005 | Vai e vai e vai                                              | –           | –           | Singoli promozionali non in vendita                                          |
| 2005 | Portati via                                                  | –           | –           | Singoli promozionali non in vendita                                          |
| 2005 | Dove sarai (radio edit)                                      | –           | –           | Singoli promozionali non in vendita                                          |
| 2005 | Fever                                                        | –           | –           | Singoli promozionali non in vendita                                          |
| 2005 | Strangers in the Night                                       | –           | –           | Singoli promozionali non in vendita                                          |
| 2005 | My Way                                                       | –           | –           | Singoli promozionali non in vendita                                          |
| 2006 | Fragile                                                      | –           | –           | Singoli promozionali non in vendita                                          |
| 2007 | Mogol Battisti                                               | 10 (48)     | –           | Singoli promozionali non in vendita                                          |
| 2007 | Alibi                                                        | 2 (90)      | –           | –                                                                            |
| 2007 | The End                                                      | –           | –           | Singoli promozionali non in vendita                                          |
| 2007 | Agua y sal (Acqua e sale)                                    | –           | –           | Singoli promozionali non in vendita                                          |
| 2007 | Corazón felino (Brivido felino)                              | –           | –           | Singoli promozionali non in vendita                                          |
| 2007 | Cuestión de feeling (Questione di feeling)                   | –           | –           | Singoli promozionali non in vendita                                          |
| 2009 | I have a love/E lucevan le stelle                            | –           | –           | Singoli promozionali non in vendita                                          |
| 2009 | Il frutto che vuoi                                           | –           | –           | Estratti promozionali pubblicati esclusivamente come singoli digitali        |
| 2009 | Adesso è facile                                              | 30 (83)     | –           | Estratti promozionali pubblicati esclusivamente come singoli digitali        |
| 2009 | Questa vita loca (Vida loca)                                 | –           | –           | Estratti promozionali pubblicati esclusivamente come singoli digitali        |
| 2009 | Non si butta via niente                                      | –           | –           | Estratti promozionali pubblicati esclusivamente come singoli digitali        |
| 2010 | You Get Me                                                   | 15 (91)     | –           | Estratti promozionali pubblicati esclusivamente come singoli digitali        |
| 2010 | Amoreunicoamore                                              | –           | –           | Estratti promozionali pubblicati esclusivamente come singoli digitali        |
| 2010 | Solo se sai rispondere                                       | –           | –           | Estratti promozionali pubblicati esclusivamente come singoli digitali        |
| 2010 | Mele Kalikimaka                                              | 14 (50)     | –           | Estratti promozionali pubblicati esclusivamente come singoli digitali        |
| 2010 | Walking the Town                                             | –           | –           | Estratti promozionali pubblicati esclusivamente come singoli digitali        |
| 2011 | Questa canzone                                               | 23 (42)     | –           | Estratti promozionali pubblicati esclusivamente come singoli digitali        |
| 2011 | Ainda bem                                                    | –           | –           | Estratti promozionali pubblicati esclusivamente come singoli digitali        |
| 2011 | Rattarira                                                    | –           | –           | Estratti promozionali pubblicati esclusivamente come singoli digitali        |
| 2012 | Over the Rainbow                                             | –           | –           | Estratti promozionali pubblicati esclusivamente come singoli digitali        |
| 2013 | Baby It's Cold Outside (feat. Fiorello)                      | –           | –           | Estratti promozionali pubblicati esclusivamente come singoli digitali        |
| 2014 | Itaca                                                        | –           | –           | Estratti promozionali pubblicati esclusivamente come singoli digitali        |
| 2014 | La palla è rotonda                                           | –           | –           | Estratti promozionali pubblicati esclusivamente come singoli digitali        |
| 2016 | A chi mi dice (Fausto Leali feat. Mina)                      | –           | –           |                                                                              |
| 2016 | Amami amami                                                  | 21          | –           |                                                                              |
| 2017 | A un passo da te                                             | 68 (74)     | –           |                                                                              |
| 2017 | Ma che ci faccio qui                                         | –           | –           |                                                                              |
| 2017 | All night (feat. Parov Stelar)                               | –           | –           |                                                                              |
| 2017 | Se mi ami davvero                                            | –           | –           |                                                                              |
| 2017 | Eva                                                          | –           | –           |                                                                              |
| 2018 | Another Day of Sun                                           | –           | –           |                                                                              |
| 2018 | Volevo scriverti da tanto                                    | 76          | –           |                                                                              |
| 2018 | Il tuo arredamento                                           | –           | –           |                                                                              |
| 2018 | Troppe note                                                  | –           | –           |                                                                              |
| 2018 | Il tempo di morire                                           | –           | –           |                                                                              |
| 2019 | Vento nel vento                                              | –           | –           |                                                                              |
| 2022 | And I Love Her                                               | –           | –           | Estratto promozionale pubblicato esclusivamente come singolo digitale        |
| 2022 | With a Little Help From My Friends                           | –           | –           | Estratto promozionale pubblicato esclusivamente come singolo digitale        |
| 2023 | Un briciolo di allegria Abban-dono                           | 1           | –           |                                                                              |
| 2024 | Buttalo via                                                  | –           | –           |                                                                              |
| 2024 | L'amore vero                                                 | –           | –           |                                                                              |
| 2025 | Senza farmi male                                             | –           | –           |                                                                              |
| 2025 | Sei un'emozione dolce                                        | –           | –           |                                                                              |

### Primati dei singoli in Italia
Nella tabella sono riportati il numero di singoli che hanno ottenuto il primo posto, o le prime tre, cinque, dieci, venti, trenta e quaranta posizioni nella classifiche settimanale, annuale e generale italiana. Nessun altro artista italiano, ad oggi, ha ottenuto questi risultati.
| Classifica settimanale | Classifica settimanale | Classifica settimanale | Classifica settimanale | Classifica settimanale | Classifica settimanale | Classifica annuale | Classifica annuale | Classifica annuale | Classifica annuale | Classifica annuale | Classifica annuale | Classifica generale | Classifica generale | Classifica generale | Classifica generale | Classifica generale | Classifica generale |
| Nº 1                   | Top 3                  | Top 5                  | Top 10                 | Top 20                 | Top 30                 | Nº 1               | Top 3              | Top 5              | Top 10             | Top 20             | Top 30             | Nº 1                | Top 3               | Top 5               | Top 10              | Top 20              | Top 40              |
| ---------------------- | ---------------------- | ---------------------- | ---------------------- | ---------------------- | ---------------------- | ------------------ | ------------------ | ------------------ | ------------------ | ------------------ | ------------------ | ------------------- | ------------------- | ------------------- | ------------------- | ------------------- | ------------------- |
| 10                     | 24                     | 30                     | 44                     | 56                     | 59                     | 1                  | 7                  | 8                  | 10                 | 16                 | 25                 | 8                   | 24                  | 30                  | 44                  | 56                  | 62                  |

## Raccolte di autori vari
- 1973 – Piccola storia della canzone italiana (con la canzone Tu, musica divina)[17]
- 2001 – Mina e le regine della canzone italiana (con le canzoni: Brava, E se domani, Il cielo in una stanza e L'immensità)
- 2006 - Sanremo Gold - Il festival del Festival in 56 canzoni (con la canzone Le mille bolle blu)

## Altri album
- 1971 – Viva Natale (lato A: Mina racconta "Cappuccetto rosso" e "Cenerentola"; lato B: canta il "Piccolo Coro dell'Antoniano").

## Album video
- 2001 - Mina in studio
- 2003 - Mina alla Bussola live '72
- 2003 - Mina nei caroselli Barilla
- 2008 - Gli anni Rai (cofanetto, 10 DVD)
- 2013 - InDVDbile
- 2014 - I miei preferiti. Gli anni Rai (DVD + CD)

## Colonne sonore
- 1959 - Tintarella di luna, Mai e Splish Splash - nel film Juke box - Urli d'amore (1959), regia di Mauro Morassi
- 1959 - Tintarella di luna - nel film Urlatori alla sbarra (1960), regia di Lucio Fulci
- 1960 - Mai - nel film L'avventura (1960), regia di Michelangelo Antonioni
- 1960 - Nessuno, Coriandoli, Pesci rossi e No, non ha fine - nel film Madri pericolose (1960), regia di Domenico Paolella
- 1960 - Il cielo in una stanza, Una zebra a pois e La nonna Magdalena - nel film Appuntamento a Ischia (1960), regia di Mario Mattoli
- 1960 - Confidenziale - nel film Mina... fuori la guardia (1961), regia di Armando William Tamburella
- 1960 - Il cielo in una stanza - nel film Canzoni nel mondo (1963), regia di Vittorio Sala
- 1961 - Giochi d'ombre - nel film Leoni al sole (1961), regia di Vittorio Caprioli
- 1961 - Folle banderuola, Il cielo in una stanza, Tintarella di luna e Una zebra a pois - nel film La ragazza con la valigia (1961), regia di Valerio Zurlini
- 1961 - Io bacio... tu baci e Serafino campanaro - nel film Io bacio... tu baci (1961), regia di Piero Vivarelli
- 1961 - Un tale - nel film Universo di notte (1962), regia di Giuliano Montaldo, Alessandro Jacovoni, Gian Luigi Polidoro e Giulio Questi
- 1962 - Eclisse twist - nel film L'eclisse (1962), regia di Michelangelo Antonioni
- 1962 - Improvvisamente e Vola vola da me - nel film Appuntamento in Riviera (1962), regia di Mario Mattoli
- 1965 - Spiral Waltz (La spirale) - nel film La decima vittima (1965), regia di Elio Petri
- 1965 - Chi siete? - nel film L'ombrellone (1965), regia di Dino Risi
- 1966 - Ta-ra-ta-ta - nel film TV Totò yé yé (1967), regia di Daniele D'Anza
- 1967 - Mandalo Giù - nel film TV Per amore... per magia... (1967), regia di Duccio Tessari
- 1967 - Canta ragazzina - nel film Il seme della discordia (2008), regia di Pappi Corsicato
- 1968 - Un uomo col cappello sugli occhi - nel film TV Non cantare, spara (1968), regia di Daniele D'Anza
- 1968 - Quand'ero piccola - nel film A qualsiasi prezzo (1968), regia di Emilio P. Miraglia
- 1969 - Emmanuelle - nel film Io, Emmanuelle (1969), regia di Cesare Canevari
- 1970 - Come un fior - nel film Strategia del ragno (1970), regia di Bernardo Bertolucci
- 1972 - Valentina (Controluce) (vocalizzi) - nel film La morte accarezza a mezzanotte (1972), regia di Luciano Ercoli
- 1974 - I giorni che ci appartengono e Incompatibilità - nel film La morte risale a ieri sera (1974), regia di Duccio Tessari
- 1974 - Fai piano, fai presto - nel film La sculacciata (1974), regia di Pasquale Festa Campanile
- 1977 - Vita vita - nel film Gran bollito (1979), regia di Mauro Bolognini
- 1983 - Esperame en el cielo - nel film Matador (1986), regia di Pedro Almodóvar
- 1990 - Il cielo in una stanza - nel film Quei bravi ragazzi (1990), regia di Martin Scorsese
- 2003 - Carmela - nel film Passione (2010), regia di John Turturro
- 2004 - Merry Christmas in Love (versione in italiano) - nel cinepanettone Christmas in Love (2004), regia di Neri Parenti
- 2010 - Piccola strenna - Intero EP dal film La banda dei Babbi Natale (2010), regia di Paolo Genovese
- 2019 - Come sinfonia - nel film Dolor y gloria (2019), regia di Pedro Almodóvar
- 2019 - Amore di tabacco - nel film Spider-Man: Far from Home (2019), regia di John Watts
- 2019 - Luna diamante e Chihuahua - nel film La dea fortuna (2019), regia di Ferzan Özpetek
- 2019 - Città vuota e Io sono quel che sono - nel film Un divano a Tunisi (2019), regia di Manele Labidi Labbé
- 2021 - Tintarella di luna e Città vuota - nel film Luca (2021), regia di Enrico Casarosa
- 2022 - Buttare l'amore - nella serie televisiva Le fate ignoranti (2022), regia di Ferzan Özpetek
- 2022 - Mi sei scoppiato dentro il cuore - nel film Siccità (2022), regia di Paolo Virzì
- 2023 - Se telefonando - nel film Romantiche (2023), regia di Pilar Fogliati
- 2023 - E se domani e Povero amore - nel film Nuovo Olimpo (2023), regia di Ferzan Özpetek

## Discografia non ufficiale

### Album e raccolte
- 1983 – L'album di Mina (Box con 3 LP / MC o jewel case con 2 CD) (RCA)
- 1986 – Mina Export Vol. 1 (Carosello con inediti)
- 1986 – Mina Export Vol. 2 (Carosello con inediti)
- 1987 – Tua... Mina (Carosello)
- 1987 – L'oro di Mina (Carosello)
- 1987 – Hit Parade Vol. 1 1964-65 (Raccolta Panarecord)
- 1987 – Hit Parade Vol. 2 1966-67 (Raccolta Panarecord)
- 1987 – Una Mina fa (Raccolta Carosello)
- 1988 – La banda (Raccolta Replay Music)
- 1988 – Mina Americana (Raccolta Replay Music)
- 1988 – L'immensità (Raccolta Replay Music)
- 1989 – Rarità (Raccolta Carosello con inediti)
- 1989 – E adesso sono tua... (Raccolta Replay Music)
- 1990 – Speciale Mina (Raccolta Emozioni/De Agostini)
- 1990 – Italian compilation (Raccolta Frequenz)
- 1990 – Brava! (Raccolta RCA LineaTre con inediti)
- 1990 – Personale di Mina (Raccolta RCA LineaTre)
- 1990 – 15 Grandi successi di Mina (Raccolta RCA LineaTre)
- 1991 – Mina Brava (Raccolta CGD)
- 1991 – Mina il cielo in una stanza (Raccolta CGD)
- 1991 – Summertime (Raccolta CGD)
- 1992 – España, mi amor... (Raccolta Fonit Cetra con inediti)
- 1993 – Mina ...Di baci (Raccolta Raro!Records con inediti)
- 1993 – Signori... Mina! vol. 1 (Raro!Records tutti inediti)
- 1993 – Signori... Mina! vol. 2 (Raro!Records tutti inediti)
- 1993 – Signori... Mina! vol. 3 (Raro!Records tutti inediti)
- 1993 – Signori... Mina! vol. 4 (Raro!Records tutti inediti)
- 1995 – Mina canta in inglese (Raccolta Carosello con inediti)
- 1995 – Mina canta in spagnolo (Raccolta Carosello con inediti)
- 1995 – Super Mina Vol. 1 (Raccolta Carosello)
- 1996 – Super Mina Vol. 2 (Raccolta Carosello)
- 1996 – Mina & Battisti (Doppio CD) (Raccolta RCA)
- 1996 – Le canzoni d'amore degli anni 60 (Raccolta BMG/Ricordi)
- 1996 – Heisser Sand (Bear Family Records tutti inediti)
- 1996 – Un anno d’amore (Raccolta Replay Music)
- 1996 – Le Canzonissime Vol. 1 (Raccolta SuoniRari con inediti)
- 1996 – Le Canzonissime Vol. 2 (Raccolta SuoniRari con inediti)
- 1997 – Brava Mina (Raccolta WEA/Warner)
- 1997 – Fantastica... (Raccolta Joker)
- 1997 – La Mina del Sabato Sera (Raccolta SuoniRari con inediti)
- 1997 – I duetti di Teatro 10 (Raccolta SuoniRari con inediti)
- 1997 – Extra Mina Vol. 1 (Raccolta SuoniRari con inediti)
- 1997 – Extra Mina Vol. 2 (Raccolta SuoniRari con inediti)
- 1997 – Mina Madrid (Raccolta Joker)

- 1997 – Mina studio 1 (Raccolta Replay Music)
- 1997 - Il cielo in una stanza (Raccolta Carosello)
- 1998 – Internazionale (Raccolta Carosello con inediti)
- 1998 – Mina latina (Raccolta MBO con inediti)
- 1999 – Brava Mina 2 (Raccolta WEA/Warner)
- 1999 – Mina latina due (Raccolta MBO con inediti)
- 1999 – Notre étoile (MBO tutti inediti)
- 2000 – Mina in the world (MBO tutti inediti)
- 2000 - Sanremo (Raccolta Warner Fonit)
- 2002 – Una storia. Il mito (doppio CD) (Raccolta MBO)
- 2002 – Mina per Wind 2º volume (PDU tutti inediti)
- 2002 – ...Se tornasse caso mai (Raccolta Cassiopea)
- 2005 – Le più belle canzoni di Mina (Raccolta Warner)
- 2006 – Del mio meglio n. 10 - Live (Raccolta PDU con inedito) Allegato a: Disegnata Fotografata Mina
- 2006 – Tutto Mina. Le origini (doppio CD) (Raccolta Warner)
- 2007 – Magica/Straordinaria (doppio CD) (Raccolta Joker)
- 2007 – Fantastica / La mia storia (Raccolta SAAR) Mina / Celentano
- 2007 – Love Box (triplo CD) (Raccolta EMI)
- 2007 – Mina canta Sinatra (Raccolta SteamRoller)
- 2007 – The Best of Platinum Collection (Raccolta EMI)
- 2007 – Grande grande grande (Raccolta EMI)
- 2009 – Città vuota (Raccolta Flash Music)
- 2010 – I successi di Mina (Raccolta SAAR)
- 2010 – Italian Style presenta Mina (doppio CD) (Raccolta Venus Distribuzione)
- 2010 – Ritratto: I singoli Vol. 1 (triplo CD) (Raccolta Carosello)
- 2010 – Ritratto: I singoli Vol. 2 (triplo CD) (Raccolta Carosello)
- 2010 – Io Baby Gate (Raccolta Music Market)[18]
- 2010 – The Essential: Ri-Fi Record (Raccolta Peer Music)
- 2010 – Mina Studio Uno (triplo CD) (Raccolta Halidon)
- 2011 – Mina - Le origini (doppio CD: Tintarella di luna + Il cielo in una stanza, Replay Music)
- 2011 – I primi successi (Raccolta Nostalgia Italiana)
- 2011 – Tintarella di luna (Raccolta Halidon)
- 2011 – Mina... e le altre (Raccolta Halidon con un inedito)
- 2011 – I Am Mina (Raccolta EMI)
- 2011 – Je suis Mina (Raccolta EMI)
- 2011 – Yo soy Mina (Raccolta EMI)
- 2012 – Se telefonando (Raccolta SMI)
- 2012 – E se domani (Raccolta SMI)
- 2012 – Brava (Raccolta SMI)
- 2012 – Mina canta Battisti (doppio CD: Minacantalucio + Mazzini canta Battisti, EMI)
- 2013 – Scritte per Mina. Firmato Paolo Limiti (Raccolta EMI)
- 2014 – I miei preferiti (Gli anni Rai) (CD e DVD)[19]

### 45 giri Flexi-disc
- 1959 - Passion Flowers come Baby Gate

(NET N. 10002) 2 maggio Nuova Enigmistica Tascabile Nº 225, (GRAY N. 10002) "Cera Gray"
- 1959 - When come Baby Gate

(NET N. 10005) 28 novembre Nuova Enigmistica Tascabile Nº 255, (GRAY N. 10005) "Cera Gray"
- 1959 - Ho scritto col fuoco (The Red Record N. 20029) 8 ottobre Il Musichiere Nº 40
- 1960 - Personalità (Personality) (The Red Record N. 20067) 30 giugno Il Musichiere Nº 78
- 1960 - You Are My Destiny (The Red Record N. 20076) 27 agosto Il Musichiere Nº 87
- 1960 - Rossetto sul colletto (Lipstick on Your Collar) (The Red Record N. 20086) 29 ottobre Il Musichiere Nº 96

## Cover di canzoni di Mina eseguite da altri artisti
| Artista                          | Canzone                                             | Anno | Album                                                          |
| -------------------------------- | --------------------------------------------------- | ---- | -------------------------------------------------------------- |
| Tiziano Ferro                    | Ancora, ancora, ancora                              | 2020 | Accetto miracoli: l'esperienza degli altri                     |
| Dolcenera                        | La voce del silenzio                                | 2016 | Le stelle non tremano - Supernovæ                              |
| Diodato                          | La voce del silenzio                                | 2014 | A ritrovar bellezza                                            |
| Marisa Monte                     | Sono come tu mi vuoi                                | 2014 | Verdade, Uma Ilusão (CD, DVD, BluRay)                          |
| Róisín Murphy                    | Ancora, ancora, ancora                              | 2014 | Mi senti                                                       |
| Róisín Murphy                    | Non credere                                         | 2014 | Mi senti                                                       |
| Parma Brass Quintet              | Grande, grande, grande                              | 2014 | Swing, amore e fantasia                                        |
| Greta Panettieri                 | Non gioco più                                       | 2014 | Non gioco più                                                  |
| Al Bano                          | Un anno d'amore                                     | 2012 | Fratelli d'Italia                                              |
| Annalisa                         | Mi sei scoppiato dentro al cuore                    | 2011 | Nali                                                           |
| Giusy Ferreri                    | Il cielo in una stanza                              | 2011 | Il mio universo                                                |
| Éva Henger e Dr. Feelx           | Parole parole                                       | 2011 |                                                                |
| EX!T                             | L'importante è finire                               | 2010 | La scatola magica                                              |
| Marco Mengoni                    | Nessuno                                             | 2010 | Re matto live                                                  |
| Mike Patton                      | Il cielo in una stanza                              | 2010 | Mondo cane                                                     |
| Amor Fou                         | L'ultima occasione                                  | 2009 | Filemone e Bauci (EP)                                          |
| Gino Paoli e Carla Bruni         | Le ciel dans une chambre (Il cielo in una stanza)   | 2009 | Senza fine                                                     |
| Francesco Renga                  | L'ultima occasione                                  | 2009 | Orchestraevoce                                                 |
| Francesco Renga                  | La mente torna                                      | 2009 | Orchestraevoce                                                 |
| Francesco Renga                  | La voce del silenzio                                | 2009 | Orchestraevoce                                                 |
| Matteo Becucci                   | Ancora, ancora, ancora                              | 2009 | Impossibile                                                    |
| Morgan                           | Il cielo in una stanza                              | 2009 | Italian Songbook Volume 1                                      |
| Morgan                           | This World We Love In (Il cielo in una stanza)      | 2009 | Italian Songbook Volume 1                                      |
| Noemi                            | Il cielo in una stanza                              | 2009 | Noemi                                                          |
| Patrizio Buanne                  | Grande, grande, grande/Never, never, never          | 2009 | Patrizio                                                       |
| Zap Mama e Vincent Cassel        | Palavras, palavras (Parole parole)                  | 2009 | ReCreation                                                     |
| Orietta Berti                    | Un anno d'amore                                     | 2008 | Swing - Un omaggio alla mia maniera                            |
| Elena Ravelli                    | Intero album                                        | 2008 | 50 volte contaMINAti                                           |
| Irene Grandi                     | È Natale                                            | 2008 | Canzoni per Natale                                             |
| Mietta                           | Io e te da soli                                     | 2008 | Tracce sulla sabbia (virtual CD)                               |
| Cheryl Porter                    | E penso a te                                        | 2008 | Mina in Black 2 - The Italian Album                            |
| Cheryl Porter                    | Cartoline                                           | 2008 | Mina in Black 2 - The Italian Album                            |
| Cheryl Porter                    | Grande, grande, grande                              | 2008 | Mina in Black 2 - The Italian Album                            |
| Cheryl Porter                    | E se domani                                         | 2008 | Mina in Black 2 - The Italian Album                            |
| Cheryl Porter                    | Se telefonando                                      | 2008 | Mina in Black 2 - The Italian Album                            |
| Cheryl Porter                    | Tintarella di luna                                  | 2008 | Mina in Black 2 - The Italian Album                            |
| Cheryl Porter                    | Il cielo in una stanza                              | 2008 | Mina in Black 2 - The Italian Album                            |
| Cheryl Porter                    | La banda                                            | 2008 | Mina in Black 2 - The Italian Album                            |
| Cheryl Porter                    | Se stasera sono qui                                 | 2008 | Mina in Black 2 - The Italian Album                            |
| Cheryl Porter                    | I Hate You Then I Love You (Grande, grande, grande) | 2008 | Mina in Black 2 - The Italian Album                            |
| Catherine Ringer                 | L'importante è finire                               | 2008 | Catherine Ringer chante les Rita Mitsouko and more à la Cigale |
| Andrea Bocelli                   | La voce del silenzio                                | 2007 | Vivere - The best of Andrea Bocelli                            |
| Irene Grandi                     | Sono come tu mi vuoi                                | 2007 | Irenegrandi.hits                                               |
| Vanessa and the O's              | Je changerais d'avis (Se telefonando)               | 2007 |                                                                |
| Claudio Baglioni                 | Se telefonando                                      | 2006 | Quelli degli altri tutti qui                                   |
| Fausto Leali                     | Non credere                                         | 2006 | Profumo & kerosene                                             |
| Simona Bencini                   | L'importante è finire                               | 2005 | Sorgente                                                       |
| Gigi D'Agostino                  | Parole parole                                       | 2005 | Disco Tanz                                                     |
| Fiorello                         | Città vuota                                         | 2005 | Finalmente tu                                                  |
| Non voglio che Clara             | L'ultima occasione                                  | 2005 | Hotel Tivoli                                                   |
| Sikitikis                        | L'importante è finire                               | 2005 | Fuga dal deserto del Tiki                                      |
| Michael Bublé                    | Softly, as I Leave You (Piano)                      | 2005 | It's Time                                                      |
| Marlene Kuntz                    | Non gioco più                                       | 2004 | Fingendo la poesia                                             |
| Fiorello                         | Città vuota                                         | 2004 | A modo mio                                                     |
| Daniela Pedali                   | La voz del silenzio (La voce del silenzio)          | 2004 | Amore                                                          |
| Orietta Berti                    | Se il mio canto sei tu                              | 2003 | Emozione d'autore                                              |
| Orietta Berti                    | L'ultima occasione                                  | 2003 | Emozione d'autore                                              |
| Orietta Berti                    | Insieme                                             | 2003 | Emozione d'autore                                              |
| Orietta Berti                    | Se telefonando                                      | 2003 | Emozione d'autore                                              |
| Roy Paci & Aretuska              | Portami con te                                      | 2003 | Tuttapposto                                                    |
| Franco Battiato                  | Il cielo in una stanza                              | 2002 | Fleurs 3                                                       |
| Carla Bruni                      | Le ciel dans une chambre (Il cielo in una stanza)   | 2002 | Quelqu'un m'a dit                                              |
| Cheryl Porter                    | Parole parole (testo in inglese)                    | 2002 | Mina in Black                                                  |
| Cheryl Porter                    | E se domani (testo in inglese)                      | 2002 | Mina in Black                                                  |
| Cheryl Porter                    | L'importante è finire (testo in inglese)            | 2002 | Mina in Black                                                  |
| Cheryl Porter                    | Non gioco più (testo in inglese)                    | 2002 | Mina in Black                                                  |
| Cheryl Porter                    | Insieme (testo in inglese)                          | 2002 | Mina in Black                                                  |
| Cheryl Porter                    | Tintarella di luna (testo in inglese)               | 2002 | Mina in Black                                                  |
| Cheryl Porter                    | Grande, grande, grande (testo in inglese)           | 2002 | Mina in Black                                                  |
| Cheryl Porter                    | Il cielo in una stanza (testo in inglese)           | 2002 | Mina in Black                                                  |
| Cheryl Porter                    | Bugiardo e incosciente (testo in inglese)           | 2002 | Mina in Black                                                  |
| Cheryl Porter                    | Se telefonando (testo in inglese)                   | 2002 | Mina in Black                                                  |
| Daniela Pedali                   | La voce del silenzio                                | 2001 | Libera                                                         |
| Dana Winner                      | Never, never, never (Grande, grande, grande)        | 2001 | Unforgettable                                                  |
| Mónica Naranjo                   | Ahora, ahora (Ancora, ancora, ancora)               | 2000 | Minage                                                         |
| Mónica Naranjo                   | Sobreviviré (Fiume azzurro)                         | 2000 | Minage                                                         |
| Mónica Naranjo                   | Perra Enamorada (Io e te da soli)                   | 2000 | Minage                                                         |
| Mónica Naranjo                   | Que Imposible (L'importante è finire)               | 2000 | Minage                                                         |
| Mónica Naranjo                   | Amando Locamente (Ancora dolcemente)                | 2000 | Minage                                                         |
| Mónica Naranjo                   | Inmensidad (L'immensità)                            | 2000 | Minage                                                         |
| Mónica Naranjo                   | Abismo (L'ultima volta)                             | 2000 | Minage                                                         |
| Mónica Naranjo                   | Siempre Fuiste Mío (Eccomi)                         | 2000 | Minage                                                         |
| Mónica Naranjo                   | Mi Vida Por Un Hombre (Io vivrò senza te)           | 2000 | Minage                                                         |
| Giorgia                          | Il cielo in una stanza                              | 1999 | Girasole                                                       |
| Giuliano Palma & the Bluebeaters | Never, never, never (Grande, grande, grande)        | 1999 | The Album                                                      |
| Delta V                          | Se telefonando                                      | 1998 | Spazio                                                         |
| Céline Dion & Luciano Pavarotti  | I Hate You Then I Love You (Grande, grande, grande) | 1997 | Let's Talk About Love                                          |
| Ornella Vanoni                   | Bugiardo e incosciente                              | 1997 | Argilla                                                        |
| Nana Mouskouri                   | Se que volveras (Grande, grande, grande)            | 1996 | Nana Latina                                                    |
| Donatella Rettore                | Grande, grande, grande                              | 1996 | 1º festival della canzone regina                               |
| Francesca Schiavo                | L'importante è finire                               | 1995 | Mina contro Battisti                                           |
| Francesca Schiavo                | La banda                                            | 1995 | Mina contro Battisti                                           |
| Samy Goz                         | Grande, grande, grande                              | 1995 | Amour Italy II                                                 |
| Michela Andreozzi                | Parole parole                                       | 1995 | Non è la Rai gran finale                                       |
| Audio 2                          | Neve                                                | 1993 | Audio 2                                                        |
| Raffaella Carrà                  | Lo importante es... amarle (L'importante è finire)  | 1993 | Hola Raffaella                                                 |
| Ricchi e Poveri                  | Grande, grande, grande                              | 1992 | Allegro italiano                                               |
| Mayte Mateos                     | Grande, grande, grande                              | 1989 | Spanish Dreams                                                 |
| Shirley Horn                     | Softly, as I Leave You (Piano)                      | 1988 | Softly                                                         |
| Ajda Pekkan                      | Senza fiato                                         | 1985 |                                                                |
| Ajda Pekkan                      | Ancora, ancora, ancora                              | 1985 |                                                                |
| Ivan Cattaneo                    | Una zebra a pois                                    | 1981 | Duemila60 Italian Graffiati                                    |
| Cafè Caracas                     | Tintarella di luna                                  | 1979 |                                                                |
| Ajda Pekkan                      | Ya Sonra (Giorni)                                   | 1979 | Süper Star 2                                                   |
| Katri Helena                     | Päivät (Giorni)                                     | 1978 | Ystävä                                                         |
| Franco Simone                    | Il cielo in una stanza                              | 1976 | Il poeta con la chitarra                                       |
| Katri Helena                     | Loppu tuskaa tuo aina (L'importante è finire)       | 1976 | Lady Love                                                      |
| Ajda Pekkan                      | Palavra Palavra (Parole parole)                     | 1975 | Ajda                                                           |
| Elvis Presley                    | Softly, as I Leave You (Piano)                      | 1974 |                                                                |
| Mireille Mathieu                 | Grande, Grande, Grande                              | 1974 | Le Vent de la nuit                                             |
| Dalida                           | Paroles paroles (Parole parole)                     | 1973 | Julien                                                         |
| Shirley Bassey                   | Never, never, never (Grande, grande, grande)        | 1973 |                                                                |
| Johnny Dorelli                   | I'm a Believer (Amor mio)                           | 1972 |                                                                |
| Sofija Rotaru                    | Сизокрилий птах (L'immensità)                       | 1972 | Червона рута                                                   |
| Dalida                           | Zoum zoum zoum (Zum zum zum)                        | 1969 | Ma mère me disait                                              |
| Sarah Vaughan                    | Che vale per me                                     | 1968 |                                                                |
| Dionne Warwick                   | La voce del silenzio                                | 1968 |                                                                |
| Dalida                           | La banda (La banda)                                 | 1967 | Olympia 67                                                     |
| Matt Monro                       | Softly, as I Leave You (Piano)                      | 1967 | Live in Australia                                              |
| Françoise Hardy                  | Je changerais d'avis (Se telefonando)               | 1966 | La maison ou j'ai grandi                                       |
| Dalida                           | Les nuits sans toi (E se domani)                    | 1965 | La danse de Zorba (EP)                                         |
| Frank Sinatra                    | Softly, as I Leave You (Piano)                      | 1964 | Softly, as I Leave You                                         |
| Nancy Cuomo                      | Città vuota                                         | 1964 |                                                                |
| Graziella Cally                  | Città vuota                                         | 1964 |                                                                |
| Doris Day                        | Softly, as I Leave You (Piano)                      | 1963 |                                                                |
| Connie Francis                   | This World We Love In (Il cielo in una stanza)      | 1962 | Sings Modern Italian Hits                                      |
| Matt Monro                       | Softly, as I Leave You (Piano)                      | 1962 |                                                                |
| Dalida                           | Comme une symphonie (Come sinfonia)                 | 1961 | Loin de moi                                                    |
| Dalida                           | Dix mille bulles bleues (Le mille bolle blu)        | 1961 | Garde-moi la dernière danse                                    |
| Dalida                           | Le petit clair de lune (Tintarella di luna)         | 1960 | Les enfants du Pirée                                           |
| Gino Paoli                       | Il cielo in una stanza                              | 1960 | Gino Paoli                                                     |

## Duetti su disco
- Con Adriano Celentano: 
  - Acqua e sale + Brivido felino + Che t'aggia di' + Dolce fuoco dell'amore + Io non volevo + Messaggio d'amore + Sempre sempre sempre + Specchi riflessi - (Mina Celentano, 1998)
  - Amami amami (Ma'agalim) + È l'amore + Se mi ami davvero + Ti lascio amore + A un passo da te (Ragione e sentimento) + Non mi ami + Ma che ci faccio qui + Sono le tre + Come un diamante nascosto nella neve + Prisencolinensinainciusol - (Le migliori, 2016)
  - Eva  - (Tutte le migliori, 2017)
  - Niente è andato perso - (MinaCelentano - The Complete Recordings, 2021)
- Con Alberto Lupo: Parole parole - (Cinquemilaquarantatre, 1972)
- Con Alfredo Golino e Danilo Rea (Pianoforte): Resta Cu' Mme - (Sconcerto, 2001)
- Con Andrea Mingardi: Mogol Battisti - (Bau, 2006)
- Con Angel "Pato" Garcia:
  - Contigo en la distancia - (Salomè, 1981)
  - Chitarra suona più piano - (Uiallalla, 1989)
- Con Audio 2:
  - Raso - Sì Che Non Sei Tu - (Lochness, 1993)
  - Rotola la vita - (Canarino mannaro, 1994)
  - Naufragati - (Pappa di latte, 1995)
  - Dentro ad ogni cosa[20] - (E=mc², 1995) (Mina interviene nel finale)
  - Da vueltas la vida (Rotola la vita) - (Nostalgias, 1998)
- Con Augusto Martelli (sotto pseudonimo di "Bob Mitchell): Plus Fort Que Nous (Vocalizzi di Mina e Augusto Martelli) - (Notre étoile, 1966) - (Caro, singolo del 1968)
- Con Benedetta Mazzini: More Than Words - (Pappa di latte, 1995)
- Con Beppe Cantarelli: Sei metà - (Attila, 1979)
- Con Beppe Grillo: Dottore - (Cremona, 1996)
- Con Blanco: Un briciolo di allegria - (Innamorato, 2023) - (Ti amo come un pazzo, 2023)
- Con Celso Valli: O qué será (O que será (À flor da pele)) - (Italiana, 1982)
- Con Chico Buarque: Valsinha - (Todavía, 2007)
- Con Claudio Baglioni: Buon Natale[20] - (Acqua di Natale, 2011) nello stesso brano anche: Enzo Iacchetti, Lucio Dalla, Enrico Ruggeri, Roberto Vecchioni
- Con Diego "El Cigala": Un año de amor (Un anno d'amore) - (Todavía, 2007)
- Con Diego Torres: Corazón felino (Brivido felino) - (Todavía, 2007)
- Con Enrico Ruggeri: Buon Natale[20] - (Acqua di Natale, 2011) nello stesso brano anche: Enzo Iacchetti, Claudio Baglioni, Lucio Dalla, Roberto Vecchioni
- Con Enzo Iacchetti: Buon Natale[20] - (Acqua di Natale, 2011) nello stesso brano anche: Claudio Baglioni, Lucio Dalla, Enrico Ruggeri, Roberto Vecchioni
- Con Enzo Jannacci: E l'era tardi - (Mina quasi Jannacci, 1977)
- Con Eugenio Quaini: Si, l'amore - (Lochness, 1993)
- Con Fabrizio De André: La canzone di Marinella - (In duo, 2003)
- Con Fausto Leali:
  - Via di qua - (Sì, buana, 1986)
  - A chi mi dice[20] - (Non solo Leali, 2016)
- Con Lele Cerri: You Make Me Feel Brand New - (Rane supreme, 1987)
- Con Filippo Trojani: Per te che mi hai chiesto una canzone - (Pappa di latte, 1995)
- Con Fiorello: Baby, It's Cold Outside - (Christmas Song Book, 2013)
- Con Francesco Donadelli: Buonasera dottore - (Sì, buana, 1986)
- Con Giorgia: Poche parole - (Caramella, 2010)
- Con Ivano Fossati: 
  - Notturno delle tre - (Veleno, 2002)
  - L'infinito di stelle + Farfalle + Ladro + Come volano le nuvole + La guerra fredda + Luna diamante + Tex-Mex + Amore della domenica + Meraviglioso è tutto qui + L'uomo perfetto + Niente meglio di noi due - (Mina Fossati, 2019)
- Con Javier Zanetti: Parole parole - (Todavía, 2007)
- Con John H. Adams: Sweet Transvestite - (Italiana, 1982)
- Con Joan Manuel Serrat: Sin piedad - (Todavía, 2007)
- Con Le Voci Atroci: Suona ancora - (Leggera, 1997)
- Con Lelio Luttazzi: Chi mai sei tu (L'unica donna)[20] - (Signori... Mina! vol. 3) - (Per amore - Omaggio a Lelio Luttazzi, 2006)
- Con Lucio Dalla:
  - Amore Disperato - (Caramella, 2010)
  - Buon Natale[20] - (Acqua di Natale, 2011) nello stesso brano anche: Enzo Iacchetti, Claudio Baglioni, Enrico Ruggeri, Roberto Vecchioni
- Con Manuel Agnelli e Afterhours: Adesso è facile - (Facile, 2009)
- Con Massimiliano Pani:
  - Come stai - (Sorelle Lumière, 1992)
  - If I Fell - (Pappa di latte, 1995)
- Con Massimo Lopez: Noi - (Canarino mannaro, 1994)
- Con Mick Hucknall (Simply Red): Someday in My Life - (Leggera, 1997)
- Con Miguel Bosé: Agua y sal (Acqua e sale) (Todavía, 2007)
- Con Mondo Marcio:
  - Intero Album[20] - (Nella bocca della tigre, 2014)
  - Angeli e demoni[20] - (Uomo!, 2019)
- Con Mónica Naranjo: El se encuentra entre tú y yo[20] - (Minage, 2000)
- Con New Trolls:
  - Una Canzone + Uh Uh - (Salomè, 1981)
  - C'Est Une Chanson (Una Canzone) - (Je suis Mina, 2011)
- Con Niccolò Fabi: : Parole parole[20] - (CD Singolo allegato al DVD Parole di Lulù, 2010)
- Con Ornella Vanoni: Amiche Mai[20] - (Più di me, 2008)
- Con Paolo Conte: 'A minestrina - (Maeba, 2018)
- Con Piero Pelù: Stay with me (Stay) - (Olio, 1999)
- Con Pino Daniele: Napule è[20] - (Boogie Boogie Man, 2010)
- Con Renato Zero:
  - Neri + Profumi, Balocchi E Maritozzi - (Mina Nº 0, 1999)
  - Tutti gli zeri del mondo[20] - (Tutti gli zeri del mondo, 2000)
- Con Riccardo Cocciante:
  - Amore - (Canarino mannaro, 1994)
  - Amore (versione in spagnolo) - (Riassunti d'amore - Mina straniera, 2009)
  - Bella senz'anima - (Sì, buana, 1986)
  - Questione di feeling - (Finalmente ho conosciuto il conte Dracula..., 1985)
- Con Roberto Costa: Ancora un po'  - (Sorelle Lumière, 1992)
- Con Roberto Vecchioni:
  - Luci a San Siro[20] - (I colori del buio, 2010)
  - Buon Natale[20] - (Acqua di Natale, 2011) nello stesso brano anche: Enzo Iacchetti, Claudio Baglioni, Lucio Dalla, Enrico Ruggeri
- Con Seal: You get me  - (Caramella, 2010)
- Con Simon Luca: Tra Napoli e un bicchiere  - (Kyrie, 1980)
- Con Tiziano Ferro: Cuestión de feeling (Questione di feeling) - (Todavía, 2007)
- Con Toots Thielemans: Una lunga storia d'amore + Il plaid  - (Uiallalla, 1989)

## Duetti televisivi
Alcuni duetti sono stati incisi su CD. Dopo i riferimenti dello spettacolo, è indicato il disco di riferimento.
- Con Adriano Celentano: What'd I Say (Studio Uno, 1965) - Signori... Mina! vol. 3 (1993)
- Con Adriano Celentano e Alberto Lupo: Parole parole (Teatro 10, 6 maggio 1972) - I duetti di Teatro 10 (1997)
- Con Alberto Lupo: Parole parole (Teatro 10, sigla finale 1972)
- Con Alberto Rabagliati: Il primo pensiero - Quando canta Rabagliati - Ba, ba, baciami piccina (Milleluci, 16 marzo 1974)
- Con Alberto Sordi: Breve amore (You never told me) (Studio Uno, 25 giugno 1966)
- Con Armando Trovajoli: Sette uomini d'oro (Sabato sera, 1º aprile 1967) - Signori... Mina! vol. 4 (1993)
- Con Astor Piazzolla: Balada para mi muerte (Teatro 10, 13 maggio 1972) - Signori... Mina! vol. 3 (1993)
- Con Caterina Valente: Da-da-un-pa (Studio Uno, 16 dicembre 1961)
- Con Franco Cerri: Corcovado (Sabato sera, 8 aprile 1967) - Signori... Mina! vol. 2 (1993)
- Con Fred Bongusto: Medley: Quando Mi Dici Così + Frida + Sei tu, sei tu + Doce doce + Spaghetti... a Detroit (Teatro 10) 1972) - Signori... Mina! vol. 1 (1993)
- Con Giancarlo Giannini: La duchessa del Bal Tabarin (Sabato sera, 5ª puntata 1967)
- Con Gianni Morandi: Medley: Reggio Emilia + Meglio Sarebbe + L'Uva Fogarina + Come Porti I Capelli Bella Bionda (Teatro 10, 11 marzo 1972) - Signori... Mina! vol. 4 (1993)
- Con Giorgio Gaber: 
  - Medley: Sacumdì sacumdà + La canzone di Marinella + Barbera e champagne + Le strade di notte + Quand'ero piccola + Il cielo in una stanza + Le nostre serate + Goganga (E noi qui, 3 ottobre 1970)
  - Medley: Io mi chiamo G + Porta romana + La ballata del Cerutti + Trani a go-go + Barbera e champagne + Il Riccardo (Teatro 10, 1º aprile 1972) - Signori... Mina! vol. 3 (1993)
- Con Johnny Dorelli:
  - Per chi (I can't live) + Medley: Che Gelida Manina + Mi Chiamano Mimì (Teatro 10 1972) - I duetti di Teatro 10 (1997)
  - Tonight (Johnny Sera, 1966) - Signori... Mina! vol. 2 (1993)
- Con Johnny Dorelli e Renato Carosone: Medley: Scapricciatiello + Pigliate 'na pasticca + Pasqualino Marajà + 'Na voce e 'na chitarra
- Con Lelio Luttazzi: Chi mai sei tu (L'unica donna) (Studio Uno, 1965) - Signori... Mina! vol. 3 (1993)
- Con Luciano Salce: O vagabundo (Sabato sera, 6ª puntata 1967)
- Con Lucio Battisti: Medley: Insieme + Mi ritorni in mente + Il tempo di morire + E penso a te + Io e te da soli + Eppur mi son scordato di te + Emozioni (Teatro 10, 23 aprile 1972) - Signori... Mina! vol. 1 (1993)
- Con Marcello Mastroianni: Medley: Mia + Pinocchio + Se piangi, se ridi (Studio Uno, 6ª puntata 1965)
- Con Milva: Motherless child + Non arrenderti mai, uomo (Keep Your Hand On The Plow) (Teatro 10, 18 marzo 1972) - Signori... Mina! vol. 1 (1993)
- Con Nilla Pizzi: Papaveri e papere (Milleluci, 16 marzo 1974)
- Con Nino Manfredi: Roma, nun fa la stupida stasera + E se domani (Studio Uno, 13 febbraio 1965) - Signori... Mina! vol. 3 (1993)
- Con Paolo Stoppa: Roma, nun fa la stupida stasera (Sabato sera, 9ª puntata 1967)
- Con Peppino De Filippo: Lariulà (Studio Uno, 9ª puntata 1965) - Signori... Mina! vol. 2 (1993)
- Con Peter Kraus: 
  - Medley: Marina + Va Bene + Pigalle + Romantica + La Paloma + Tintarella di luna + Da Sprach Der Alte Häuptling + Nel blu dipinto di blu + Schwarze Rose, Rosemarie + Piove (Programma TV Austria, 1960) - Herzlichst Ihr Peter Kraus (2013)
  - Laben sie vom Italienischen fernsehen (Programma TV Austria, 1962)
- Con Pippo Baudo, Mike Bongiorno, Corrado, e Enzo Tortora: Quando dico che ti amo (Sabato Sera 10ª puntata 1967)
- Con il Quartetto Cetra: Medley: (Studio Uno, 8ª puntata 1961)
- Con Raffaella Carrà e Gemelle Kessler: So quel che sempre piacerà (Milleluci, 6 aprile 1974)
- Con Raffaella Carrà e Gorni Kramer: Crapa pelada (Milleluci, 16 marzo 1974)
- Con Raffaella Carrà e Jula de Palma: Tuli tuli pan (Milleluci, 16 marzo 1974)
- Con Raffaella Carrà, Jula de Palma, Quartetto Cetra ed Ernesto Bonino: Un bacio a mezzanotte (Milleluci, 16 marzo 1974)
- Con Raffaella Carrà e Macario: Tirami la gamba (Milleluci, 30 marzo 1974)
- Con Rita Pavone: Medley: Amore twist + Il cielo in una stanza + Che m'importa del mondo + Una zebra a pois + La partita di pallone + Moliendo cafè + Come te non c'è nessuno + Città vuota + Pel di carota + Due note + Stasera con te + Ciao Ciao (Downtown) (Stasera, Rita!, 20 novembre 1965) - Signori... Mina! vol. 4 (1993)
- Con Toots Thielemans: Non Gioco Più (1974)
- Con Totò: Baciami (Studio Uno, 27 febbraio 1965)
- Con Ugo Tognazzi: Bewitched (Studio Uno, 7ª puntata 1965) - Signori... Mina! vol. 2 (1993)
- Con Vittorio De Sica: Amarsi quando piove (Studio Uno, 12ª puntata 1965)
- Con Vittorio Gasman: Non parliamoci (Studio Uno, 20 febbraio 1965)
- Con Wilma De Angelis: Nessuno (Canzonissima (21 ottobre 1959)
- Con Walter Chiari e Paolo Panelli:
  - Centocinquanta milioni per te (Canzonissima Pre-Sigla finale 1968)
  - Zum zum zum (Canzonissima 19 ottobre 1968)